# Dimitrie Atanasescu
Dimitrie Atanasescu Hagi Steriu sau Dumitru Atanasescu (în aromână Dimitri Atanasescu, în bulgară Димитри Атанасеску; n. 16 mai 1836, Trnovo, Imperiul Otoman – d. 1907, Bitolia, Imperiul Otoman) a fost un educator aromân care a deschis prima școală vlahă din Macedonia și a alcătuit manuale școlare în limba aromână.

## Biografie

### Activitatea comercială
Atanasescu s-a născut în satul vlah Târnova din regiunea Bitola, care făcea parte atunci din Imperiul Otoman, iar astăzi se află în Macedonia de Nord. S-a mutat mai târziu la Constantinopol, unde a învățat croitoria și a lucrat pe post de croitor. A fost proprietarul unui atelier de croitorie, unde cosea haine după modelul european - „Frango-Trezia”.
A efectuat adesea călătorii comerciale, iar în cursul unei călătorii la Odesa a întâlnit niște români care l-au informat cu privire la progresele politico-economice realizate în Principatele Unite. În anul 1861, într-o zi când se afla într-o cafenea din Galata, Dimitrie Atanasescu a intrat întâmplător în posesia unui exemplar al apelului din 1860 al Comitetului Aromân din București, care îi chema pe vlahii care locuiau la sud de Dunăre să studieze în România. A fost entuziasmat pe loc de această idee și, cum afacerile nu-i mergeau prea bine, s-a gândit să plece în România.

### Studiile de la București
În ciuda vârstei sale, Atanasescu și-a lichidat afacerile în următoarele luni și, încurajat de poetul aromân Mihail Nicolescu, a ajuns în România în 20 iulie 1861 ca să urmeze studii. L-a cunoscut în România pe Cezar Bolliac, prin stăruința căruia a fost înscris ca elev la Liceul Matei Basarab din București. A învățat dialectul daco-român de la nepoții lui Bolliac și a urmat primele trei clase de liceu, dar s-a îmbolnăvit și a fost nevoit să abandoneze studiile.
A trimis apoi domnitorului Cuza o cerere pentru a fi trimis învățător în Macedonia și pentru acordarea unui ajutor financiar în scopul deschiderii unei școli românești în localitatea natală. Domnitorul a trimis cererea către ministrul cultelor, Dimitrie Bolintineanu, cu recomandarea „la luare în deaproape considerație”. În urma raportului întocmit de Bolintineanu, Consiliul de Miniștri condus de Mihail Kogălniceanu a aprobat cererea și l-a numit pe Atanasescu ca învățător român în Macedonia și i-a pus la dispoziție o sumă de 3.875 piaștri. Ministrul Dimitrie Bolintineanu l-a dotat cu cărți în limba română pentru viitoarea școală. Decretul domnitorului pentru deschiderea primei școli românești în Macedonia a fost publicat la 16 august 1864 în Monitorul Oficial.

### Învățător în Macedonia

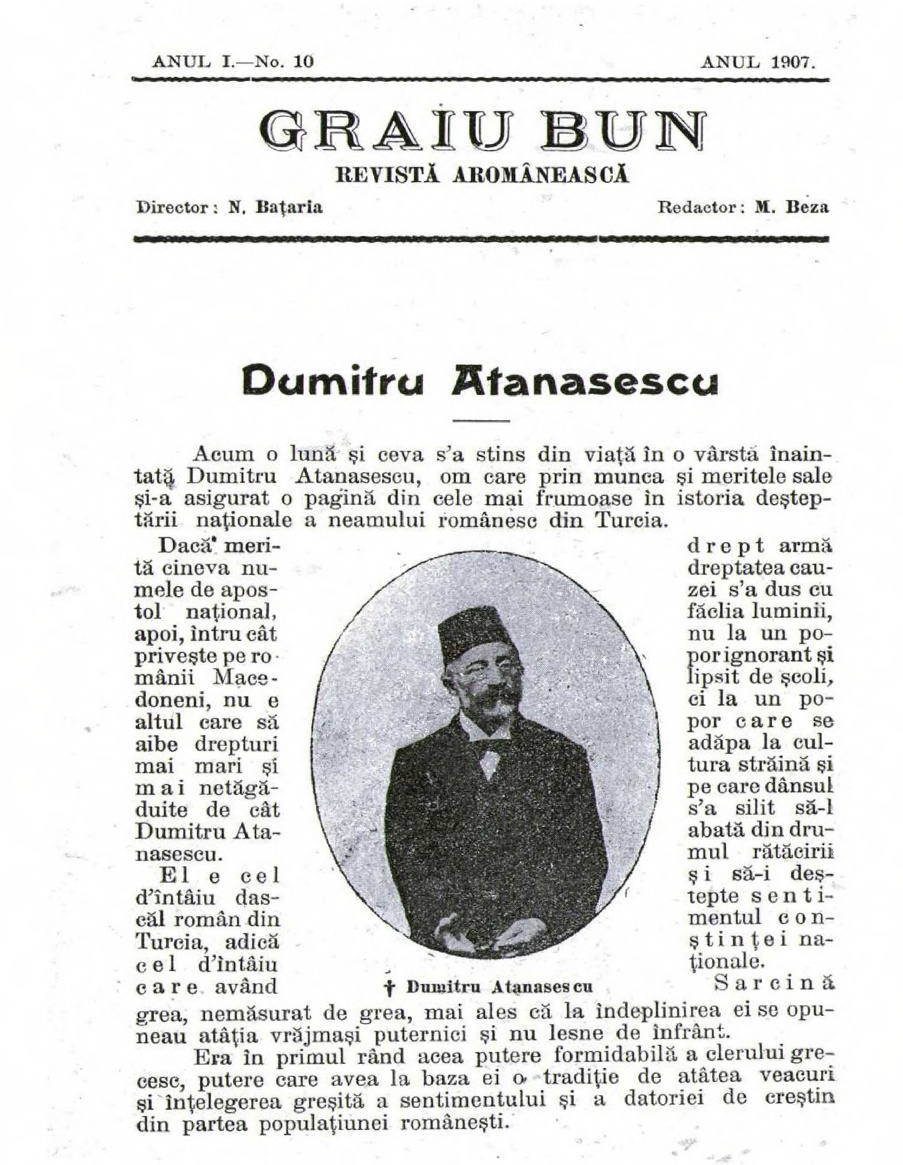
Graiu bun, nr. 10, 1907, dedicat lui Dumitru Atanasescu.

În 1864, cu sprijinul financiar al statului român, Atanasescu s-a întors în satul natal, unde la 2 iulie același an a deschis prima școală românească din regiunea Macedonia. Școala funcționa în casa proprie a lui Atanasescu, iar lecțiile erau predate pe baza unui manual alcătuit de chiar el. Datele cu privire la numărul elevilor nu sunt exacte, variind între 20 și 80. Reușita acestui demers a fost primită cu entuziasm în România, iar prim-ministrul Mihail Kogălniceanu i-a trimis o scrisoare cu următoarele aprecieri: „Înainte, prietene, deșteptarea elementului român în Macedonia va asigura un factor mai mult întăritor României”.  Activitatea educativă s-a desfășurat doar până în noiembrie 1864, când, în urma unei reclamații calomnioase a mitropolitului Benedict Popovici al Pelagoniei, școala aromână a fost închisă de autoritățile turcești, Atanasescu a fost arestat, iar 1.000 de manuale au fost confiscate și predate eparhiei grecești. A fost eliberat după 18 ore de detenție cu condiția ca să-i dea ascultare mitropolitului grec și, nedorind să accepte acest târg, s-a întors în 1865 la București.
În 1865 Dimitrie Atanasescu a publicat la București încă trei manuale în dialectul macedo-român, care erau destinate atât tinerilor, cât și persoanelor mature. S-a întors în Macedonia în urma intervenției lui Alexandru G. Golescu, agentul diplomatic al Principatelor Române pe lângă Înalta Poartă, și a trimis un memoriu marelui vizir Mehmed Fuad Pașa (1961-1863, 1863-1866), care i-a răspuns astfel: „Du-te și deschide școală românească unde-ți place”.
În 1866 a deschis o mică școală vlahă în orașul Bitola, dar, la insistența mitropolitului grec, a fost expulzat din vilaietul Monastir. În 1867, ca urmare a unei dispoziții imperiale către autoritățile provinciale prin care învățătorii români trebuiau lăsați în pace, Atanasescu a reușit să deschidă pentru a doua oară școala aromână din Târnova, unde a predat timp de 35 de ani, până în 1903. El a luat parte la luptele pentru educație în limba maternă ale vlahilor din Bitola, Ohrid și Prilep, susținând deschiderea de școli românești și în alte sate cu populație aromână. A publicat mai multe manuale într-un tiraj total de 21.000 de exemplare și le-a distribuit gratuit copiilor aromâni.

### Campania pentru înființarea unei episcopii românești
Pedagogul aromân Apostol Mărgărit a întocmit în 1890 o petiție pentru înființarea unei episcopii ortodoxe românești în regiunile locuite de vlahi, iar în iunie 1892 o delegație formată din șase reprezentanți ai aromânilor - Papa Nicolae Cornetescu din Crușevo, preotul Haralambie Balamace din Corcea, Gheorghe Hagi Goga, negustor din Veria, Hristu Zega, negustor din Salonic, Zissi Papatanasi, doctor în medicină și director al școlii românești din Grevena, Haralambie Cogiaman, institutor la Berat, și Dumitru Atanasescu, institutor la Târnova - au călătorit la Constantinopol pentru a înainta petiția la Înalta Poartă.
Aromânii îl anunțau pe sultan că mitropolitul românilor de pe teritoriul Imperiului Otoman nu va adopta o poziție de „fanatism” și „opoziție” față de Înalta Poartă, iar școlile românești care funcționau deja vor putea fi inspectate fără probleme de funcționarii provinciali ai Ministerului Instrucțiunii. Patriarhia Ecumenică a tergiversat demersurile pentru înființarea episcopiei, refuzând să-i primească pe reprezentanții aromânilor și amenințând că-i va afurisi pe toți românii din jurisdicția sa pe motiv că promovează „o tendință schismatică”.

### Moartea și recunoașterea meritelor sale
Dimitrie Atanasescu este autorul a 13 cărți în limba aromână. Unele dintre ele sunt manuale românești pentru școlile vlahilor macedoneni (un abecedar în 1864, o gramatică în 1865, un manual de geografie în 1876), iar altele - traduceri ale Sfintei Scripturi sau cercetări istorice originale.
A decedat în anul 1907, la o vârstă înaintată. Meritele sale în deșteptarea conștiinței naționale a neamului românesc din Imperiul Otoman au fost evidențiate într-un necrolog publicat o lună mai târziu în revista aromână Graiu bun (condusă de Nicolae Batzaria și Marcu Beza), în care Dimitrie Atanasescu a fost considerat un „apostol național [...] care având drept armă dreptatea cauzei s'a dus cu făclia luminii, nu la un popor ignorant și lipsit de școli, ci la un popor care se adăpa la cultura străină și pe care dânsul s'a silit să-l abată din drumul rătăcirii și să-i deștepte sentimentul conștiinței naționale”.

## Scrieri

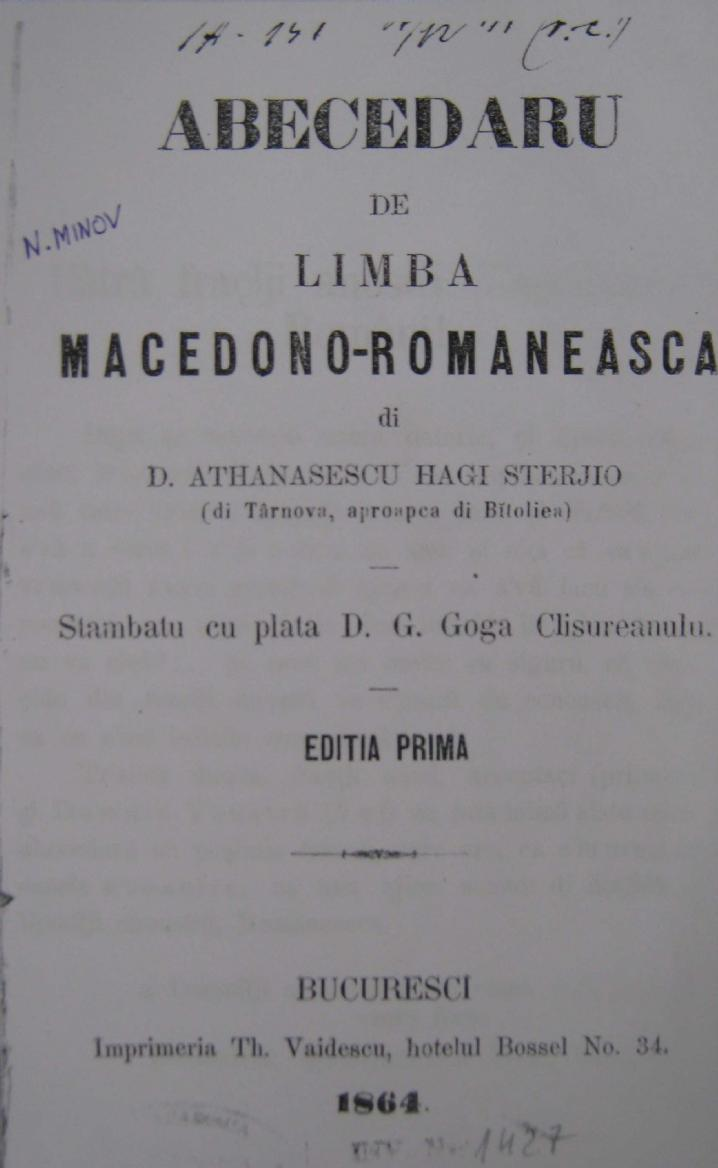
Abecedaru de Limba Macedono-Romaneasca (1864)

- Abecedaru de Limba Macedono-Romaneasca, București, 1864[15]
- Gramatica Româneascã trã Românilji d´in drepta Dunãreljei, 1865
- Abetsedarlu armãnescu trã Armãnjlji din dreapta-a Dunãljei, București, 1865
- Istoria-a armãmjlor di nandreapta-a Dunãljei, București, 1867
- Terascriptsii schurtã ti ficiorliji shi featili dit clasa I shi II primari, București, 1867
- Scurtare de Istoria Sacra pentru Romanili delà drepta Danubiului, lucrată după testul Sântei Scriptura de D. A. și stambată cu plata On. «Societăți pentru învețiătura poporului românu», București, 1867
- Isturiea-a Naului Testamentu shi bana-a Domnului a nostru Isus Hristos, București, 1881
- Catihise ori scurtã scire di Religia creștineascã cu ațeale cama însemnate dreptãți a fedeliei trã învețãtorile româneștii di Macedonia, lucratã de Dimitriu Athanasescu profesoru și locuitoru românu în comuna Terr'nova di ningã Bitolia, ori Monastir, 1884
- Abecedarul românu tra Românilji d´in dreapta Dunarelejei, București, 1885
- Abetsedar armãnescu ti marlji-Armãnjlji dit Machidunii, București, 1889